# David Aubry
David Aubry (Saint-Germain-en-Laye, 8 de noviembre de 1996) es un militar y deportista francés que compite en natación, en las modalidades de piscina y aguas abiertas, especialista en el estilo libre.
Ganó dos medallas de bronce en el Campeonato Mundial de Natación, en los años 2019 y 2024, una medalla de bronce en el Campeonato Europeo de Natación de 2018 y tres medallas en el Campeonato Europeo de Natación en Piscina Corta, en los años 2019 y 2023.
Participó en los Juegos Olímpicos de París 2024, ocupando el quinto lugar en los 800 m libre y el séptimo en los 1500 m libre.

## Palmarés internacional
| Campeonato Mundial                  | Campeonato Mundial      | Campeonato Mundial | Campeonato Mundial |
| Año                                 | Lugar                   | Medalla            | Prueba             |
| ----------------------------------- | ----------------------- | ------------------ | ------------------ |
| 2019                                | Gwangju (Corea del Sur) | Medalla de bronce  | 800 m libre        |
| 2024                                | Doha (Catar)            | Medalla de bronce  | 1500 m libre       |
| Campeonato Europeo en Piscina Corta |                         |                    |                    |
| Año                                 | Lugar                   | Medalla            | Prueba             |
| 2019                                | Glasgow (Reino Unido)   | Medalla de bronce  | 1500 m libre       |
| 2023                                | Otopeni (Rumania)       | Medalla de plata   | 800 m libre        |
| 2023                                | Otopeni (Rumania)       | Medalla de plata   | 1500 m libre       |

| Campeonato Europeo | Campeonato Europeo    | Campeonato Europeo | Campeonato Europeo |
| Año                | Lugar                 | Medalla            | Prueba             |
| ------------------ | --------------------- | ------------------ | ------------------ |
| 2018               | Glasgow (Reino Unido) | Medalla de bronce  | Relevo mixto       |